# Hôtel de ville de Roye
L'Hôtel de ville de Roye est un bâtiment du XXe siècle situé dans le centre-ville de Roye, dans le département de la Somme. Il abrite les services politiques et administratifs de la ville.

## Historique
De l'hôtel de ville édifié entre 1775 et 1777 par l'architecte Pierre Dercheu, il ne restait plus rien au matin du 17 mars 1917 après qu’il eut été dynamité dans la nuit par les Allemands battant en retraite.
C'est l'architecte royen Arthur Régnier qui fut chargé de la construction d’une nouvelle maison commune, de 1930 à 1932. Il vit son travail récompensé par la médaille du Concours d'architecture régionale et municipale en 1936.
Endommagées pendant la Seconde Guerre mondiale, les verrières de l'hôtel de ville furent restaurées par Pierre Pasquier maître-verrier d'Amiens, en 1952.

## Caractéristiques

### Exterieur
Ce nouvel édifice n'est plus situé au bord de la rue de Paris mais à l'intérieur de la place d'Armes, aujourd'hui, place de l'Hôtel-de-Ville. Il rappelle dans son aspect général la maison commune construite au XVIIIe siècle.
Le beffroi actuel a été placé au même endroit. Son architecture est de style Art déco influencé par le régionalisme Renaissance nordique. Il se termine par une sorte de dôme surmonté d'un clocheton. Au-dessus des baies de la partie basse, figurent les armoiries de la ville encadrées par deux personnages hiératiques.
Les façades sont ornées de plusieurs bas-reliefs représentant les armes de la ville, et des allégories du commerce et de l'industrie.

### Intérieur
À l’intérieur, dans la salle des mariages et du conseil municipal, des fresques d’Henri Marret, mêlant des scènes de repos en famille et des scènes de travaux des champs ornent les murs et des verrières représentent les armes de différentes villes de la Somme.
Dans la montée de l'escalier, le maître-verrier amienois Pierre Pasquier a réalisé en 1952 la verrière monumentale où se dresse fièrement, au lendemain du second conflit mondial, un immense coq gaulois, en vitrail, surplombant les armes de la ville. D’autres verrières au niveau du beffroi représentent différentes armes de corps de métiers tels que le chapelier et l’orfèvre, le charpentier, le drapier et le chirurgien.